# Cololejeunea biddlecomiae
Cololejeunea biddlecomiae là một loài Rêu trong họ Lejeuneaceae. Loài này được (Austin ex Pearson) A. Evans mô tả khoa học đầu tiên năm 1902.